# داني الظهر
دَّانِي الظهر (الاسم العلمي: Paranotothenia)، جنس أسماك بحرية من فصيلة أسماك الجليد القدية مواطنها الأصلية المحيط الجنوبي.

## الأنواع
الأنواع المعترف بها في هذا الجنس هي كتالي:
- Paranotothenia dewitti Balushkin, 1990
- Paranotothenia magellanica (يوهان راينهولد فورستر, 1801) (Magellanic rockcod)